# مارسال سامبا (مترو باريس)
مارسال سامبا (بالفرنسية: Marcel Sembat)‏ هي محطة مترو تابعة لمترو باريس تقع في فرنسا في بولون-بيانكور.[بحاجة لمصدر]